# 罗成仁
罗成仁（1923年—2014年7月3日），男，四川成都人，中国眼科学家、教育家，曾任华西医科大学教授、博士生导师。